# Општина Фантанеле (Сучава)
Фантанеле (рум. Fântânele) општина је у Румунији у округу Сучава.
Oпштина се налази на надморској висини од 253 m.